# 沙泰尔罗尔圣卢旺
沙泰尔罗尔圣卢旺（法語：Châtelraould-Saint-Louvent）是法国马恩省的一个市镇，属于维特里勒弗朗索瓦区（Vitry-le-François）布泽蒙特-圣热内斯特-埃特-伊松地区圣雷米县（Saint-Remy-en-Bouzemont-Saint-Genest-et-Isson）。该市镇总面积16.91平方公里，2009年时的人口为236人。

## 人口
沙泰尔罗尔圣卢旺人口变化图示